# Contea di Bayan
La contea di Bayan (巴彦县S, Bāyàn XiànP) è una contea della Cina, situata nella provincia di Heilongjiang e amministrata dalla prefettura di Harbin.